# 2023-as angol labdarúgó-szuperkupa
A 2023-as angol labdarúgó-szuperkupa (szponzorációs nevén The FA Community Shield supported by McDonald’s), a kupa 101. kiírása, amelyet a 2022–2023-as szezon Premier League-győztese és a FA Kupa-győztese, a Manchester City és, a 2022–2023-as szezon Premier League második helyen végző Arsenal játszotta.

## A mérkőzés

### Részletek
| 2023. augusztus 6. 17:00 CEST |

| Arsenal                       | 1–1               | Manchester City       |
| ----------------------------- | ----------------- | --------------------- |
| Trossard 90+11'               | (0–0) Jegyzőkönyv | Palmer 77'            |
| Büntetőpárbaj                 |                   |                       |
| Ødegaard Trossard Saka Vieira | 4–1               | De Bruyne Silva Rodri |

| Wembley Stadion, London Nézőszám: 81145 Játékvezető: Stuart Attwell |

| Arsenal | Manchester City |

| GK           | 1            | Aaron Ramsdale      |     |     |
| RB           | 4            | Ben White           |     |     |
| CB           | 2            | William Saliba      |     |     |
| CB           | 6            | Gabriel Magalhães   | 66' | 87' |
| LB           | 12           | Jurriën Timber      |     | 76' |
| CM           | 41           | Declan Rice         |     | 81' |
| CM           | 5            | Thomas Partey       | 8'  |     |
| RW           | 7            | Bukayo Saka         |     |     |
| AM           | 8            | Martin Ødegaard (c) |     |     |
| LW           | 11           | Gabriel Martinelli  |     | 75' |
| CF           | 29           | Kai Havertz         | 27' | 87' |
| Cserék:      |              |                     |     |     |
| GK           | 30           | Matt Turner         |     |     |
| DF           | 3            | Kieran Tierney      |     | 76' |
| DF           | 15           | Jakub Kiwior        |     |     |
| DF           | 16           | Rob Holding         |     |     |
| DF           | 18           | Tomijaszu Takehiro  |     |     |
| MF           | 10           | Emile Smith Rowe    |     | 87' |
| MF           | 21           | Fábio Vieira        |     | 87' |
| FW           | 14           | Eddie Nketiah       |     | 81' |
| FW           | 19           | Leandro Trossard    |     | 75' |
| Menedzser:   |              |                     |     |     |
| Mikel Arteta | Mikel Arteta | Mikel Arteta        | 17' |     |

| GK            | 18 | Stefan Ortega   |     |     |
| RB            | 2  | Kyle Walker (c) |     |     |
| CB            | 5  | John Stones     |     |     |
| CB            | 3  | Rúben Dias      |     |     |
| LB            | 25 | Manuel Akanji   |     |     |
| CM            | 16 | Rodri           |     |     |
| CM            | 8  | Mateo Kovačić   |     | 64' |
| RW            | 20 | Bernardo Silva  |     |     |
| AM            | 19 | Julián Álvarez  | 31' |     |
| LW            | 10 | Jack Grealish   |     | 58' |
| CF            | 9  | Erling Haaland  |     | 64' |
| Cserék:       |    |                 |     |     |
| GK            | 31 | Ederson         |     |     |
| DF            | 14 | Aymeric Laporte |     |     |
| DF            | 21 | Sergio Gómez    |     |     |
| DF            | 82 | Rico Lewis      |     |     |
| MF            | 4  | Kalvin Phillips |     |     |
| MF            | 17 | Kevin De Bruyne |     | 64' |
| MF            | 47 | Phil Foden      |     | 58' |
| MF            | 80 | Cole Palmer     |     | 64' |
| MF            | 87 | James McAtee    |     |     |
| Menedzser:    |    |                 |     |     |
| Pep Guardiola |    |                 |     |     |

| A mérkőzés legjobbja: Leandro Trossard (Arsenal) Játékvezető-asszisztens: Tim Wood (Gloucestershire) Dan Robathan (Norfolk) Negyedik játékvezető: John Brooks (Leicestershire) Tartalék játékvezető: Steve Meredith (Nottinghamshire) Videóbíró: Michael Salisbury (Lancashire) Videóbíró asszisztense: Neil Davies (London) | Szabályok - 90 perc játékidő - Döntetlen esetén büntetők következnek - Kilenc nevezhető cserejátékos - Maximum hat cserelehetőség |